# Norra provinsen, Bahrain
Norra provinsen (arabiska: المحافظة الشمالية, al-Muhafazat ash-Shamaliyya, persiska: شمالیه) är en provins, även kallad guvernement, i Bahrain. Det ligger i den nordvästra delen av landet, 14 kilometer sydväst om huvudstaden Manama.